# Mystique Community Ice Center
Mystique Community Ice Center är en inomhusarena i den amerikanska staden Dubuque i delstaten Iowa och har en publikkapacitet på 3 079 åskådare. Inomhusarenan började byggas den 2 november 2009 och öppnades 18 september 2010. Den ägs av staden och underhålls av Dubuque Community Ice and Recreation Center, Inc. Den används primärt som hemmaarena till ishockeylaget Dubuque Fighting Saints i United States Hockey League (USHL) men används också av andra ishockeylag i olika skolserier inom stadens gränser och för allmänheten.